# Елизаветовка (Луганская область)
Елизаветовка (укр. Єлизаветівка) — село, относится к Антрацитовскому району Луганской области Украины. Под контролем самопровозглашённой Луганской Народной Республики. Через Елизаветовку протекает река Ольховка.

## География
Село расположено на берегах реки Ольховой. В 1,5 км от села выше по Ольховой расположено Елизаветинское водохранилище. Ближайшие населённые пункты: сёла Малая Юрьевка (ниже по Ольховой) на севере, Никитовка и посёлки Штеровка, Солнечное на юго-западе, Малониколаевка (выше по Ольховой) на юго-юго-востоке, посёлок Мирное на востоке.

## История
Основано в конце XVIII века как хутор Лисаветовка. В 1946 году было переименовано в село Елизаветовка.

## Население
Население по переписи 2001 года составляло 100 человек.

## Общие сведения
Почтовый индекс — 94642. Телефонный код — 6431. Занимает площадь 0,861 км². Код КОАТУУ — 4420356201.

## Местный совет
94641, Луганская обл., Антрацитовский р-н, пгт. Малониколаевка, ул. Советская, 9-А